# 横手やきそば
横手やきそば（よこてやきそば）は、秋田県横手市周辺で販売されている焼きそば、ご当地グルメである。片面焼きの目玉焼きがトッピングされているのが特徴。
味は比較的甘口で、各店独自の出汁入りのウスターソースで味付けされるため、若干水分が多め。キャベツや豚のひき肉などが具として入り、店によってはホルモンが入るところもある。目玉焼きの黄身を崩して、ちょっと多めのソースと絡めて食べるのが横手流。麺は縮れた蒸し麺ではなく茹でたストレートの角麺を使い、柔らかくしんなりとした出来上がりになる。付け合せとして、紅しょうがではなく福神漬けが付いてくる。B級グルメの祭典「B-1グランプリ」で優勝1回、準優勝1回している。

## 歴史

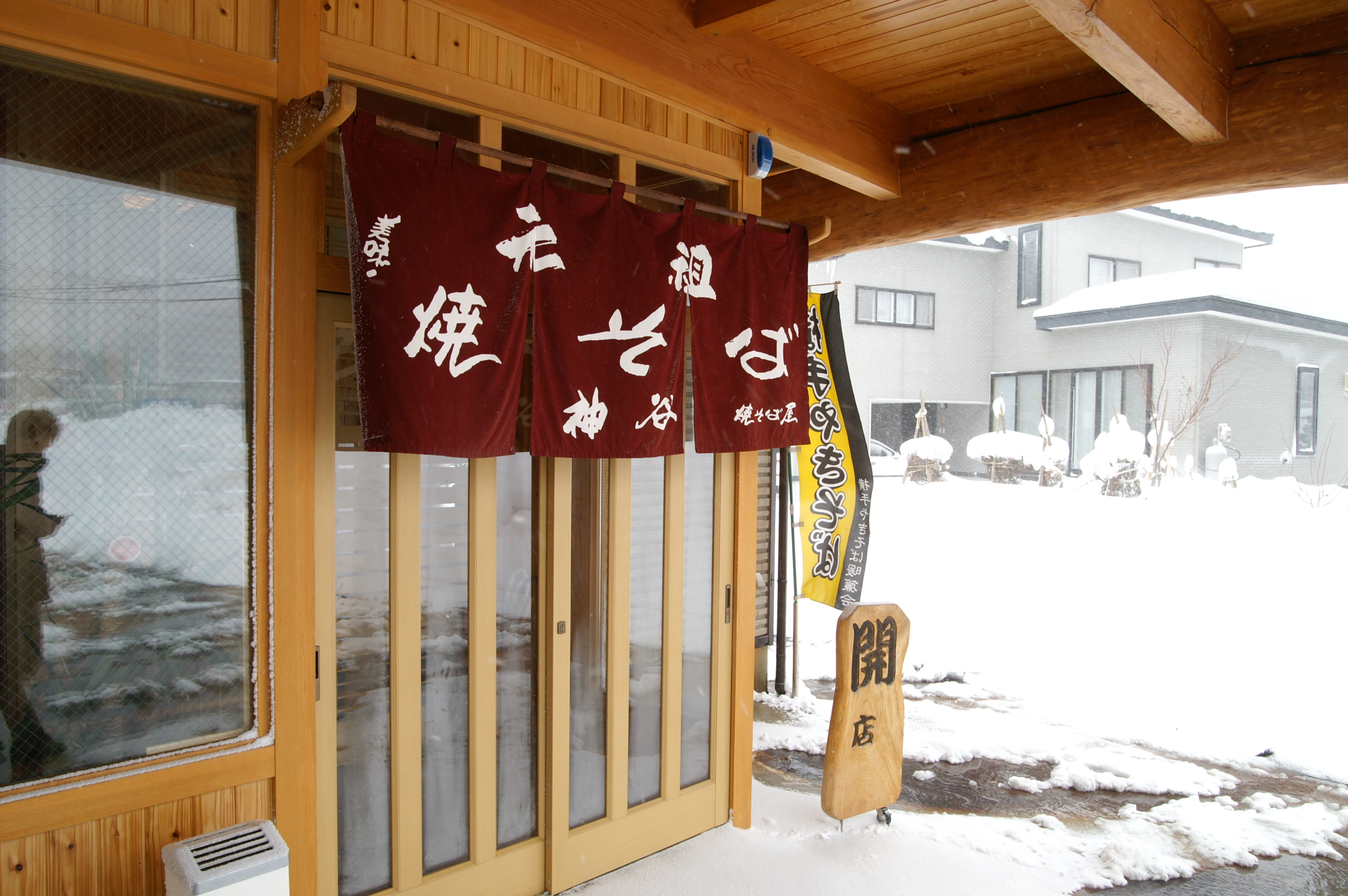
元祖神谷焼きそば屋

### 発祥
1950年頃、「元祖神谷焼きそば屋」の店主であった萩原安治が、お好み焼きの鉄板を使った新しいメニューができないものかと、地元の製麺業者と協力しながら作り上げ、1953年頃に現在の横手やきそばの麺が完成したのが始まりである。1965年頃には、道具を必要とせず、簡単に作れることから駄菓子屋や民家の軒先などでも売られるようになり、ピーク時は100店舗以上もの焼きそば店が軒を連ねた。

### 「横手やきそば」としての町おこし
2001年、焼きそば好きの市役所職員の一人が、焼きそば提供店の食べ歩きをインターネット上で紹介、これを機に横手やきそばを利用した町おこしが始まる。以後、横手市では、「横手やきそば担当」という新たなセクションを産業振興・観光セクションに設け、この市職員を初代・横手やきそば担当とした（現在5代目）。この年に市内のやきそば提供店が中心となって「横手やきそば暖簾会（よこてやきそば のれんかい）」を設立した。暖簾会は、横手やきそばの知名度が上がるにつれて本場の横手やきそばとはかけ離れた商品が現れ、ブランド価値が下がるのではないかという懸念があったため、設立に至った。2008年には、地域団体商標申請も視野に入れ協同組合化も実現した（地域団体商標は2009年7月7日出願・地域団体商標登録願2009-051140号）。スーパーマーケット向け商品の開発や販売促進、「B-1グランプリ」をはじめとしたグルメイベントへの出店などでPR活動を行っている。
横手やきそば暖簾会の加盟店は2021年9月現在で30店舗あり、2022年10月には初めて海外の店舗（台湾・台北市 ホテルメトロポリタンプレミア台北内レストラン）が加盟した。
2007年から、市内の横手やきそば店の資質向上を目指し「横手やきそばグランプリ実行委員会」が結成され、毎年秋にその年の四天王決定戦を実施している。はじめに覆面の審査員が、およそ2ヶ月間、覆面（麺）の食べ歩き調査（予選会）を夏に行い、上位10店舗を選出。本選の四天王決定戦（2023年からは「横手やきそばフェスティバル」の名称）は、秋田ふるさと村で実施され、上位4店舗がその年の四天王店として認定され、1年間営業できることになっている。
2010年1月から、横手やきそば道場を定期的に開催（横手やきそば暖簾会主催）、公認店舗として横手やきそばを提供しようとする全国各地の愛好者に門戸を広げる活動を始めた。
その他、横手やきそばのPRを目的にマスコットキャラクター「やきッピ」の作成や、楽曲「やきそばロック」の制作などが行われた。
2023年、文化庁による各地の食文化を継承する事業「100年フード」に選定された。

### B-1 グランプリ
B級グルメの祭典である「B-1グランプリ」には第1回から継続して出展しており、八戸市で開催された第1回（2006年）では2位に入り、地元・横手で行われた第4回（2009年）でゴールドグランプリ（優勝）を獲得した。

## 「横手やきそば」の表記
「横手やきそば」は、地名である「横手」を漢字で、「やきそば」は平仮名で表記されるのが通例となっている。これは、町おこしを始める際に、他地域との差別化や、地名を強調するために決められたもので、横手やきそば暖簾会の幟やウェブサイト上では、全て「横手やきそば」で統一を図っている。地域団体商標にもこの表記で登録されている。
ただし、町おこしにする以前は、地元ではただの「焼きそば」という表記で扱われていたものであるため、古くから続く店舗では、当時と変わらず「焼きそば」と漢字表記でメニューに表示されていたり、店舗名に使用されていることがある。

## 関連商品
- ファミリーマートにて、2010年1月19日から2月15日までの期間限定で、「横手やきそば（半熟卵入り）」が発売された。当時の社長が旧大森町（現・横手市大森町）出身の上田準二だったこともあり、「故郷の味」として紹介された。[15]
- 東北6県限定で、ブルドックソースから地元と共同開発した横手やきそば用のソースが発売された[16][17]。
- 横手駅構内に設置されている自動販売機「横手発！小みやげ自販機」の商品の1つとして、横手やきそばが販売されている[18][19][20]。
- セブン-イレブンにて、県内限定商品として「横手やきそば」が発売された[21]。2021年12月16日に横手市とセブン-レブン・ジャパンが包括連携協定を締結したことを記念し発売[22][23]。
- 石谷製麺工場 - 「横手やきそばソース」[24]
- 外山製麺所 - 「秋田名物横手やきそば」[24]
- 林泉堂 - 「あつあつ亭の横手やきそば」[24]
- 三浦商店 - 「横手やきそばセット」（横手やきそば麺 110gが4袋、チューブタイプの横手やきそばソース 310g）[25][24]